# العلاقات الأنغولية النيوزيلندية
العلاقات الأنغولية النيوزيلندية هي العلاقات الثنائية التي تجمع بين أنغولا ونيوزيلندا.

## مقارنة بين البلدين
هذه مقارنة عامة ومرجعية للدولتين:
| وجه المقارنة                                              | أنغولا           | نيوزيلندا                                              |
| --------------------------------------------------------- | ---------------- | ------------------------------------------------------ |
| المساحة (كم2)                                             | 1.25 مليون       | 268.02 ألف                                             |
| عدد السكان (نسمة)                                         | 29.78 مليون      | 4.24 مليون                                             |
| الكثافة السكانية (ن./كم²)                                 | 23.82            | 15.82                                                  |
| العاصمة                                                   | لواندا           | ويلينغتون، أوكلاند                                     |
| اللغة الرسمية                                             | اللغة البرتغالية | لغة إنجليزية، اللغة الماورية، لغة الإشارة النيوزيلندية |
| العملة                                                    | كوانزا أنغولي    | دولار نيوزيلندي، الجنيه النيوزيلندي                    |
| الناتج المحلي الإجمالي (بليون دولار)                      | 124.21 مليار     | 205.85 مليار                                           |
| الناتج المحلي الإجمالي (تعادل القوة الشرائية) بليون دولار | 184.83 مليار     |                                                        |
| الناتج المحلي الإجمالي الاسمي للفرد دولار أمريكي          | 4.10 ألف         |                                                        |
| الناتج المحلي الإجمالي للفرد دولار أمريكي                 |                  |                                                        |
| مؤشر التنمية البشرية                                      | 0.533            | 0.914                                                  |
| رمز المكالمات الدولي                                      | +244             | +64                                                    |
| رمز الإنترنت                                              | .ao              | .nz                                                    |
| المنطقة الزمنية                                           | ت ع م+01:00      | ت ع م+13:00، ت ع م+12:00                               |

## منظمات دولية مشتركة
يشترك البلدان في عضوية مجموعة من المنظمات الدولية، منها:
| علم المنظمة | اسم المنظمة                        | تاريخ انضمام أنغولا | تاريخ انضمام نيوزيلندا |
| ----------- | ---------------------------------- | ------------------- | ---------------------- |
|             | الاتحاد الدولي للاتصالات           | 13 أكتوبر 1976      | 3 يونيو 1878           |
|             | منظمة حظر الأسلحة الكيميائية       | ?                   | ?                      |
|             | منظمة التجارة العالمية             | ?                   | ?                      |
|             | منظمة الشرطة الجنائية الدولية      | ?                   | ?                      |
|             | الأمم المتحدة                      | 1 ديسمبر 1976       | 24 أكتوبر 1945         |
|             | يونسكو                             | 11 مارس 1977        | 4 نوفمبر 1946          |
|             | البنك الدولي للإنشاء والتعمير      | 19 سبتمبر 1989      | 31 أغسطس 1961          |
|             | وكالة ضمان الاستثمار متعدد الأطراف | 19 سبتمبر 1989      | 22 أبريل 2008          |
|             | مؤسسة التنمية الدولية              | 19 سبتمبر 1989      | 1 أكتوبر 1974          |
|             | مؤسسة التمويل الدولية              | 19 سبتمبر 1989      | 31 أغسطس 1961          |
|             | الاتحاد البريدي العالمي            | ?                   | ?                      |

## وصلات خارجية
- موقع وزارة الخارجية الأنغولية
- موقع وزارة الخارجية النيوزيلندية